# 蟲 (江戸川乱歩)
『蟲』 （むし、別表記『虫』） は、江戸川乱歩が著した中編小説である。改造社の雑誌『改造』の昭和4年（1929年）9、10月号に連載された。
当初、博文館の雑誌『新青年』1929年5月号に、「蟲」の字を20字詰め4行に並べる、という形で予告されたが、翌6月号では予告したものが書けなかったとして、代わりに『押絵と旅する男』が掲載された。
乱歩は以前から『改造』誌からの原稿依頼を受けていたが、最初に執筆した『陰獣』は、長くなりすぎたために掲載を拒否されて『新青年』に回されることになり（1928年夏期増刊号、9月号、10月増大号に連載）、次に執筆した『芋虫』は、反戦的・反軍的とも受け取れる内容であったため、発禁の恐れがあるとして『改造』からは拒否され、再び『新青年』に回されることになった（『悪夢』と改題され、1929年新春増大号に掲載）。このような事情のため、『新青年』に予定されていた本作が『改造』に回されることになったものである。

## 登場人物
柾木愛造（まさき あいぞう)主人公。死んだ両親の莫大な財産を食いつぶしながら土蔵の二階にひきこもっている厭人病の高等遊民。
木下芙蓉（きのした ふよう）本名・木下文子。人気女優。柾木の幼なじみで初恋の相手。
池内光太郎（いけうち こうたろう）柾木の唯一の友人。柾木と正反対の性格。当初柾木は知らなかったが実は芙蓉の恋人。

## あらすじ
厭人病者の主人公・柾木愛造は、唯一の友人の池内の紹介で初恋の相手である人気女優の木下芙蓉と再会を果たした。
初恋を再燃させた柾木は、ある時芙蓉の手に自分の手を重ねる事で自らの想いを彼女に伝えたが、そんな彼の様子に彼女はプッと吹き出して高笑いをした。そして彼女の笑いにつられて彼自身も笑ってしまう。そんな自身のお人好しぶりに一層の恥かしさを感じ、これが彼女を殺す最初の動機となった。
この事件以降五ヶ月ほど、主人公は芙蓉とその恋人・池内の逢い引きのストーキングを繰り返し、二人が睦言で彼を嘲るのを聞いてついに殺人を決意する。
主人公は自身の車をタクシーに見えるように改造し、芙蓉が逢い引きのためにタクシーを捕まえようとした際に偶然を装って彼女を車に乗せて拉致し、首を絞めて殺害し、自宅の土蔵の2階に死骸を連れ込んだ。
当初の計画では、殺して所有欲を満たした後は自宅の古井戸に死骸を捨てるつもりであったが、死骸の異様な魅力に惜しくなり、永久に死骸を専有したくなった。

だが彼は身の毛もよだつ事実に思い当った。死体は蟲に侵されて腐敗してしまうのだ。
「蟲、蟲、蟲、蟲、蟲、蟲、蟲、蟲、蟲、蟲、蟲、蟲、蟲、蟲、蟲、蟲、蟲、蟲、蟲、蟲、蟲、蟲、蟲、蟲、蟲、蟲、蟲、蟲、蟲、蟲、蟲、蟲、蟲、蟲、蟲、蟲、蟲、蟲、蟲、蟲、蟲、蟲、蟲、ゝゝゝゝゝゝゝゝゝゝ」

彼の白い脳髄の襞を、無数の群蟲が、ウジャウジャ這い廻った。あらゆるものを啖いつくす、それらの微生物の、ムチムチという咀嚼の音が、耳鳴りの様に鳴り渡った。
彼は死体に防腐処理を施そうとするが、素人に上手くできるものではない。次第に柾木の精神は異常を来してゆく。
それから数日後、不審に思った婆やが警察に知らせると、警察は土蔵の中から二つの死骸を発見した。一つは防腐処理をしようとした柾木により腹部が無惨に開けられた芙蓉の腐乱死体。もう一つは芙蓉の死毒により絶命した柾木の死体であった。柾木の死体は芙蓉の腹わたにつっぷし、指先は脇腹の腐肉に、執念深く喰い入っていた。

## 映像化
2005年にオムニバス映画『乱歩地獄』の一編として映像化された。
- 脚本･監督：カネコアツシ
- キャスト：浅野忠信、緒川たまき、田口浩正

## 収録
- 『押絵と旅する男 江戸川乱歩全集 5巻』　(光文社文庫) 2005年1月　ISBN 978-4-334-73820-4
- 『陰獣 江戸川乱歩ベストセレクション4』 (角川ホラー文庫) 2008年11月 ISBN 978-4-04-105331-7